# Nothobranchius melanospilus
Nothobranchius melanospilus é uma espécie de peixe da família Aplocheilidae.
Pode ser encontrada nos seguintes países: Quénia e Tanzânia.
Os seus habitats naturais são: rios intermitentes, lagos de água doce intermitentes e marismas de água doce.